# لجنة المسئولية النووية
لجنة المسئولية النووية تم تشكيل لجنة المسؤولية النووية باعتبارها «منظمة سياسية وتعليمية لنشر الآراء والمعلومات المناهضة للطاقة النووية للجمهور».

## التاريخ
كانت أهداف المنظمة بمثابة وقف اختياري للطاقة النووية وتسويق مصادر الطاقة البديلة. تم تأسيسها في عام 1971 باعتباره جمعية ذات اهتمامات عامة صغيرة غير ربحية مع أربعة من الحائزين على جائزة نوبل في مجلس إدارتها.
كان علماء نوبل هم:
- لينوس بولنغ
- هارولد أوري
- جورج والد
- جيمس واتسون.

أسفرت الأبحاث عن ارتفاع تقديرات المخاطر من الإشعاع منخفض المستوى عن التقديرات التي قدمتها مختلف الوكالات الحكومية.